# Црква Светог Јована Владимира (Београд)
Црква Светог Јована Владимира се налази у Београду, на територији градске општине Вождовац. Градња цркве трајала је од 1994. до 1998. године, да би  31. маја исте године била освећена. Црква је посвећена Светом великомученику Јовану Владимиру. Свештенство цркве Светог Јована Крститеља, на челу са старешином храма јерејом Јованом Благојевић (1952-2025), у релативно кратком временском периоду успело је да реализује ову идеју.

## Архитектура
Црква је грађена у српско-византијском стилу по пројекту архитекте Љубица Бошњак. Храм је пројектован као триконхос са великим централним кубетом и два звоника. Уз поштовање свих принципа дато је потпуно ново конструкцијско решење, без стубова у унутрашњости храма, са централним кубетом које се преко система конзола ослања на пиластре.

## Иконостас и живопис
Иконостас у храму, постављен 2002. године, израђен је у дуборезачкој радионици Драгана Петровића из Београда. Рађен је по узору на иконостас храма Светог Андреја Првозваног у грчком граду Патрију. Велико Распеће је ураћено по угледу на дечанско, а Царске двери по угледу на двери манастира Хиландар, из храма Светог Василија. Архитектонски пројекат је израдио архитекта Иван Рацков, а дуборезачке цртеже за иконостас и иконе на иконостасу Слободан Кајтез, професор на академији ликовних уметности. Позлатарски радови на иконистасу дело су Биљане Димитријевић и Драгиње Лазаревић.
Живопис је рађен у периоду од априла 2003. до марта 2006. године, а осликавали су је сликари Александар Живановић, Дарко Милојевић, Милош Рончевић и Петар Вујовић, у сарадњи са др Драганом Војводићем, византологом, професором Филозофског факултета на катедри за историју уметности.

## Рефереце
1. ↑  „Црква Светог Јована Владимира”. pravoslavlje.spc.rs. Архивирано из оригинала 9. 6. 2012. г. Приступљено 3. 11. 2018.
2. ↑  „Црква (Храм) Светог Јована Владимира - Медаковић, Београд”. Црква Светог Јована Владимира (на језику: енглески). Приступљено 2023-02-04.
3. ↑  МИ, Агенција. „Slava Hrama Svetog Jovana Vladimira na Medakoviću”. Uprava za saradnju s crkvama i verskim zajednicama (на језику: српски). Приступљено 2023-02-04.[мртва веза]
4. ↑  „Историјат цркве”. svetijovanvladimir.xl.rs. Архивирано из оригинала 03. 11. 2018. г. Приступљено 3. 11. 2018.